# Point Image
 (mai 2025).
Motif : Où sont les sources permettant de démontrer l'admissibilité de cet éditeur ?
- Archive Wikiwix
- Bing
- Cairn
- DuckDuckGo
- E. Universalis
- Gallica
- Google
- G. Books
- G. News
- G. Scholar
- Persée
- Qwant
- (zh) Baidu
- (ru) Yandex
- (wd) trouver des œuvres sur Wikidata

| 1. | Préciser le motif de la pose du bandeau. | Précisez le motif de la pose du bandeau en utilisant la syntaxe suivante : {{admissibilité à vérifier\|date=mai 2025\|motif=remplacez ce texte par le motif}}                    |
| 2. | Informer les utilisateurs concernés.     | Pensez à avertir le créateur de l'article, par exemple, en insérant le code ci-dessous sur sa page de discussion : {{subst:avertissement admissibilité à vérifier\|Point Image}} |

Point Image est un éditeur belge spécialisé dans la bande dessinée et le carnet de croquis.
Il a réédité en noir et blanc des histoires et séries délaissées par leurs éditeurs : Foufi (Kiko), Tom Applepie (André Benn), Danse des morts (Frédéric Bézian), Tooot et Puit (Lucien de Gieter), Le sourire du commissaire (André Geerts), Coursensac et Balladin (Bernard Hislaire), Je sais tout (Johan de Moor), Câline et Calebasse (Mazel), La Esmeralda interdite (Jean-Marc Stalner), etc.
Dino Attanasio, Didgé, Kiko, Yves Swolfs, Achdé, François Walthéry, Mythic, Michel Pierret ou encore Jacques Martin ont vu leurs carnets de croquis édités par Point Image.
En 2009 cet éditeur a été racheté par Abracabd SARL, société française active dans la bande dessinée (originaux, édition de portfolios, etc.).